# 台湾高领藓
台湾高领藓（学名：Glyphomitrium formosanum）为高领藓科高领藓属下的一个种。